# Chuck Niles
Chuck Niles (ur. 24 czerwca 1927, zm. 15 marca 2004) – amerykański didżej.

## Wyróżnienia
Posiada swoją gwiazdę na Hollywoodzkiej Alei Gwiazd.